# Enno Littmann
Ludwig Richard Enno Littmann (né le 16 septembre 1875 à Oldenbourg et mort le 4 mai 1958 à Tübingen) est un orientaliste allemand, notamment sémitologue (de), spécialiste en études éthiopiennes et épigraphiste. 

## Vie et œuvre
Enno Littmann est le fils du propriétaire de l'imprimerie d'Oldenbourg Gustav Adolph Littmann (1829–1893) et de son épouse Sophie Jacoby (1843–1924). Adolescent, il apprend l'arabe tout seul. Il fréquente le lycée d'Oldenbourg de 1885 à 1894. Puis, il étudie la théologie protestante, l'orientalisme, la germanistique, l'anglistique et la philologie classique à Berlin sous la direction d'August Dillmann (1823-1894), à Greifswald et à Halle-sur-Saale. Au printemps 1898, il réussit son examen d'oberlehrer (de) pour les matières principales de religion et d'hébreu, et à l'été de la même année, il reçoit son doctorat en philologie orientale avec sa thèse « Le Verbe de la langue tigrée en Abyssinie » (alors le nom commun de l'Éthiopie).
En 1901, il déchiffre avec succès l'écriture safaïtique. Il déchiffre et annote ensuite des inscriptions palmyréniennes, nabatéennes et syriaques, ainsi que des textes historiques d'anciens monuments éthiopiens. En 1905, il séjourne parmi les Tigréens en Érythrée. L'année suivante, il dirige l'expédition allemande d'Axoum en Éthiopie.
Littmann est membre de l'Académie de la langue arabe, où il est conférencier invité à plusieurs reprises, et des académies scientifiques de Berlin, Göttingen,  Mayence, Copenhague, Amsterdam, Bruxelles, Rome, Paris et Vienne. En 1931, il reçoit la Médaille Pour le Mérite des Sciences et des Arts et est chancelier de l'Ordre de 1952 à 1955.
Littmann est le premier à traduire entièrement Les Mille et Une Nuits de l'arabe vers l'allemand. Son édition (six volumes avec près de 5 000 pages) est publiée dans les années 1920 par l’Insel Verlag de Leipzig, est révisée à plusieurs reprises par lui jusqu'à sa mort et est toujours disponible en librairie aujourd'hui. Sa bibliographie comprend plus de 550 entrées. Pour la rédiger, il se base sur l'édition de Calcutta II. Par la suite, Claudia Ott, également traductrice du recueil, analyse cette version, qui fait encore autorité en Allemagne au début du XXIe siècle. Celle-ci adoucit le langage parfois drastique du texte original, supprime les scènes érotiques grossières et adapte globalement les histoires au style des contes de fées allemands. Ott estime que ces adaptations aux préférences européennes ont été facilitées par le fait qu’il existait entre-temps beaucoup de manuscrits arabes différents, pour la plupart plus récents, qui contenaient des histoires et des versions variées. Curieusement, certains d'entre eux sont des traductions des langues européennes vers l'arabe. Des traductions plus récentes remontent également à des manuscrits arabes influencés par l’Europe,.

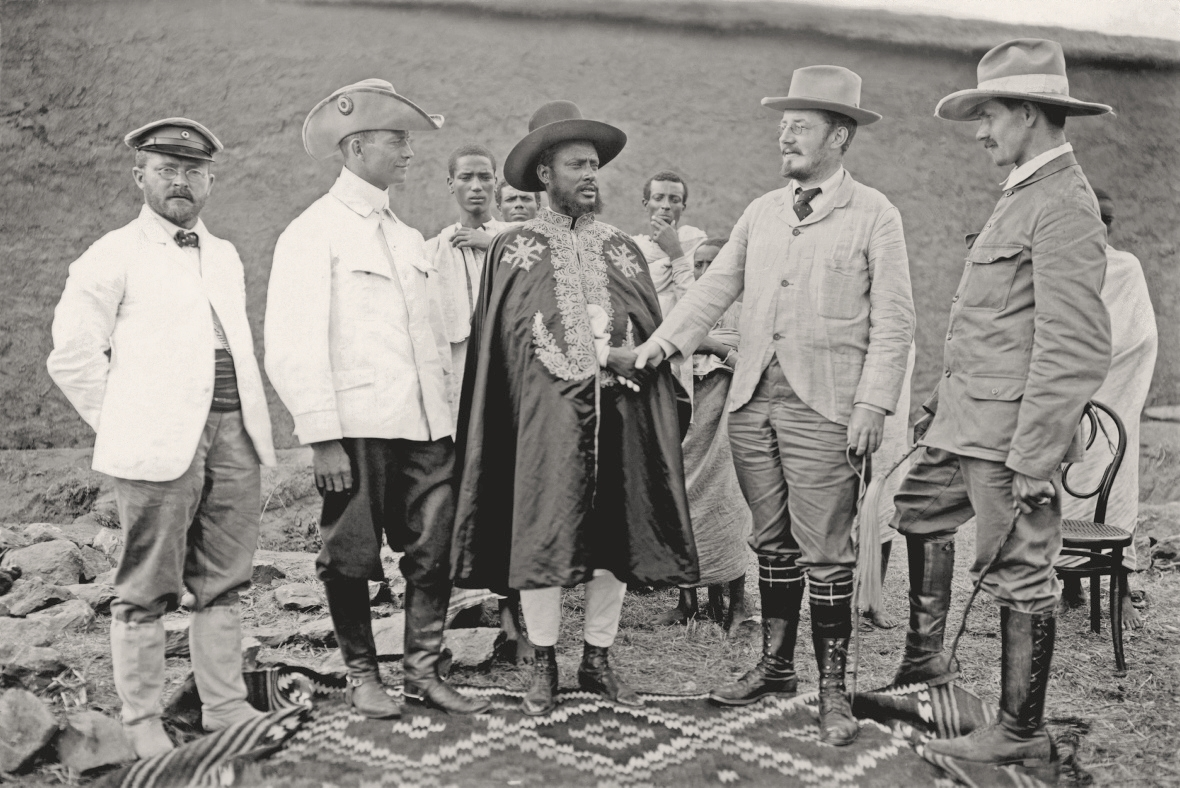
Enno Littmann à Aksoum (2e à partir de la droite), avec d'autres participants de l'expédition allemande d'Aksum et le gouverneur Gebre Selassie, février 1906.

## Conférences Littmann
En 2002, la première conférence internationale Littmann, portant son nom, sur le thème « Archéologie et histoire de la Corne de l'Afrique » a lieu au Musée ethnographique de Munich. Elle est organisée par le directeur du musée Walter Raunig et l'archéologue nubiologue (de) Steffen Wenig (de). La deuxième Conférence internationale Enno Littmann a lieu en janvier 2006 à Aksoum au Tigré, exactement cent ans après l'arrivée de l'expédition allemande d'Axoum. L'accent est mis sur l'histoire et la culture du Tigré et le travail de l'expédition allemande d'Axoum, sous le titre 100 ans d'expédition allemande d'Axoum. Elle a pour organisateurs l'archéologue Steffen Wenig et le nubiologue Wolbert Smidt du Centre de recherche pour les études éthiopiennes de Hambourg, en coopération avec le Goethe-Institut d'Addis-Abeba. La route qui passe devant le réservoir d'eau de May Shum, d'importance archéologique, est nommée d'après Littmann. La troisième Conférence internationale Enno Littmann a lieu du 1er au 4 avril 2009 à l'Université libre de Berlin, organisée par le Séminaire d'études sémitiques et arabes (avec Rainer Voigt (de)) en coopération avec l'Institut oriental allemand de Beyrouth (avec Manfred Kropp), l'Institut archéologique allemand (avec Hans-Joachim Gehrke, Burkhard Vogt (de)) et l'Orbis Aethiopicus (avec Raunig).
L'objectif des conférences est de présenter de nouveaux résultats de recherche issus des domaines de recherche de Littmann ainsi que des études sur Littmann et ses collègues, basées sur ses vastes intérêts de recherche. La particularité de toutes les conférences est que, malgré l’hostilité officielle entre les deux pays voisins, des scientifiques d’Éthiopie et d’Érythrée y participent et des sujets des deux pays sont toujours abordés. Les domaines d'étude comprennent l'archéologie du Tigré et de l'Érythrée, le patrimoine culturel de la région (y compris les traditions orales), les langues éthiopiennes telles que le tigrinya (au Tigré/Éthiopie, la langue la plus importante de l'Érythrée) et le tigré (la deuxième langue la plus importante de l'Érythrée), l'arabe, la recherche historique sur l'Afrique du Nord-Est et, probablement à l'avenir, également la recherche sur les régions arabes.

## Œuvres (sélection)
- Eine amtliche Liste der Beduinenstämme des Ostjordanlandes. In: Zeitschrift des Deutschen Palästina-Vereins 24, 1901, S. 26–31
- Neuarabische Volkspoesie, gesammelt und übersetzt. Berlin 1902 (online bei Archive.org).
- Semitic Inscriptions. New York 1904 (= Publications of an American Archaeological Expedition to Syria in 1899–1900. Part 4). New York 1904 (online bei Archive.org).
- Deutsche Aksum-Expedition. Bd. 1, 3, 4. Reimer, Berlin 1913
- Semitic Inscriptions. Section A–D (= Syria. Publications of the Princeton University Archaeological Expedition to Syria in 1904–5 and 1909, Division IV). Brill, Leiden 1914–1949.
- Lydian Inscriptions, Part I (= Sardis VI 1). Brill, Leiden 1916 (Digitalisat).
- Die Erzählungen aus den Tausendundein Nächten. 6 Bände. Insel-Verlag, Leipzig 1922–1928, Neuausgabe Insel-Verlag, Frankfurt 2004,  (ISBN 3458347437)
- Morgenländische Wörter im Deutschen. Berlin 1920; dsgl., 2. verm. u.verb. Auflage, Tübingen: Verlag J.C.B.Mohr, 1924
- Vom morgenländischen Floh. Dichtung und Wahrheit über den Floh bei Hebräern, Syriern, Arabern, Abessiniern und Türken. Leipzig 1925
- Aḥmed il-Bedawī (= Abhandlungen der Akademie der Wissenschaften und der Literatur. Geistes- und sozialwissenschaftliche Klasse. Jahrgang 1950, Band 3). Verlag der Wissenschaften und der Literatur in Mainz (in Kommission bei Franz Steiner Verlag, Wiesbaden).
- Islamisch-arabische Heiligenlieder (= Abhandlungen der Akademie der Wissenschaften und der Literatur. Geistes- und sozialwissenschaftliche Klasse. Jahrgang 1951, Band 2). Verlag der Wissenschaften und der Literatur in Mainz (in Kommission bei Franz Steiner Verlag, Wiesbaden).
- Lebensbilder aus der Feder von Enno Littmann und Verzeichnis seiner Schriften. Zum achzigsten Geburtstage am 16. September 1955, zusammengestellt von Rudi Paret (de) und Anton Schall (de). Harrassowitz, Wiesbaden 1955.
- mit Maria Höfner: Wörterbuch der Tigre-Sprache. Wiesbaden 1962.
- Arabische Beduinenerzählungen. Olms, Hildesheim 2004,  (ISBN 3487126036).